# Moara
Moara is een Roemeense gemeente in het district Suceava.

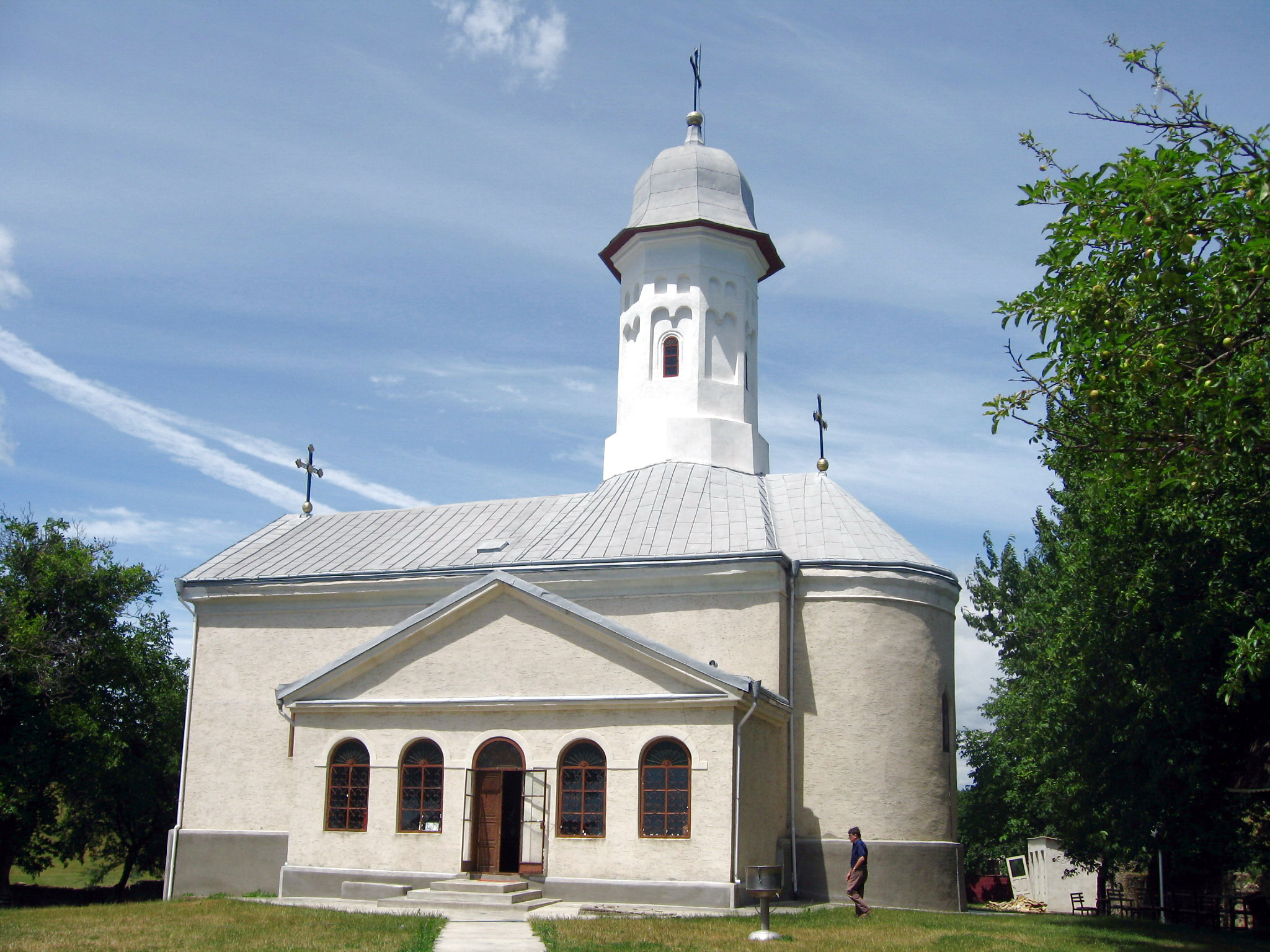

Moara telt 4597 inwoners.